# Coupe du monde de ski de fond 1991-1992
Navigation
Édition précédente Édition suivante
La 11e édition de la Coupe du monde de ski de fond s'est déroulée du 8 décembre 1991 au 14 mars 1992. Le Norvégien Bjørn Dæhlie remporte le classement général chez les hommes pendant que la Russe Elena Välbe remporte la Coupe du monde.

## Classements

### Classements généraux
| Rang | Nom               | Points |
| ---- | ----------------- | ------ |
| 1    | Bjørn Dæhlie      | 198    |
| 2    | Vegard Ulvang     | 196    |
| 3    | Vladimir Smirnov  | 93     |
| 4    | Terje Langli      | 83     |
| 5    | Torgny Mogren     | 73     |
| 6    | Mikhail Botvinov  | 51     |
| 7    | Harri Kirvesniemi | 48     |
| -    | Kristen Skjeldal  | 48     |
| 9    | Christer Majbäck  | 45     |
| 10   | Marco Albarello   | 42     |

| Rang | Nom                     | Points |
| ---- | ----------------------- | ------ |
| 1    | Elena Välbe             | 169    |
| 2    | Stefania Belmondo       | 156    |
| 3    | Lioubov Iegorova        | 152    |
| 4    | Marjut Rolig            | 122    |
| 5    | Elin Nilsen             | 98     |
| 6    | Inger Helene Nybråten   | 96     |
| 7    | Trude Dybendahl         | 87     |
| 8    | Marie-Helene Östlund    | 56     |
| 9    | Manuela Di Centa        | 54     |
| 10   | Marja-Liisa Kirvesniemi | 50     |

## Calendrier et podiums

### Hommes
| Étape                                                  | Lieu        | Épreuve         | Date             | Vainqueur     | Deuxième         | Troisième               |
| ------------------------------------------------------ | ----------- | --------------- | ---------------- | ------------- | ---------------- | ----------------------- |
| 1                                                      | Silver Star | 10 km Classique | 8 décembre 1991  | Vegard Ulvang | Vladimir Smirnov | Terje Langli            |
| 2                                                      | Silver Star | 25 km Classique | 9 décembre 1991  | Vegard Ulvang | Bjørn Dæhlie     | Silvio Fauner           |
| 3                                                      | Thunder Bay | 30 km Libre     | 14 décembre 1991 | Bjørn Dæhlie  | Vegard Ulvang    | Kristen Skjeldal        |
| 4                                                      | Kavgolovo   | 30 km Classique | 4 janvier 1992   | Bjørn Dæhlie  | Vegard Ulvang    | Vladimir Smirnov        |
| 5                                                      | Cogne       | 15 km Libre     | 11 janvier 1992  | Bjørn Dæhlie  | Torgny Mogren    | Sigurd Brørs            |
| Jeux olympiques d'hiver de 1992 (8 au 23 février 1992) |             |                 |                  |               |                  |                         |
| 6                                                      | Lahti       | 15 km Classique | 29 février 1992  | Bjørn Dæhlie  | Vegard Ulvang    | Pål Gunnar Mikkelsplass |
| 7                                                      | Funäsdalen  | 30 km Libre     | 7 mars 1992      | Torgny Mogren | Bjørn Dæhlie     | Vladimir Smirnov        |
| 8                                                      | Vang        | 50 km Classique | 14 mars 1992     | Vegard Ulvang | Mikhail Botvinov | Luboš Buchta            |

### Femmes
| Étape                                                  | Lieu        | Épreuve         | Date             | Vainqueur               | Deuxième              | Troisième               |
| ------------------------------------------------------ | ----------- | --------------- | ---------------- | ----------------------- | --------------------- | ----------------------- |
| 1                                                      | Silver Star | 5 km Classique  | 8 décembre 1991  | Elena Välbe             | Stefania Belmondo     | Svetlana Nagueïkina     |
| 2                                                      | Silver Star | 15 km Classique | 9 décembre 1991  | Stefania Belmondo       | Elena Välbe           | Lioubov Iegorova        |
| 3                                                      | Thunder Bay | 5 km Libre      | 14 décembre 1991 | Elena Välbe             | Lioubov Iegorova      | Elin Nilsen             |
| 4                                                      | Kavgolovo   | 15 km Classique | 4 janvier 1992   | Elena Välbe             | Marjut Rolig          | Marja-Liisa Kirvesniemi |
| 5                                                      | Cogne       | 30 km Libre     | 11 janvier 1992  | Stefania Belmondo       | Elin Nilsen           | Trude Dybendahl         |
| Jeux olympiques d'hiver de 1992 (8 au 23 février 1992) |             |                 |                  |                         |                       |                         |
| 6                                                      | Lahti       | 30 km Classique | 29 février 1992  | Stefania Belmondo       | Inger Helene Nybråten | Marjut Rolig            |
| 7                                                      | Funäsdalen  | 5 km Libre      | 7 mars 1992      | Marja-Liisa Kirvesniemi | Trude Dybendahl       | Lioubov Iegorova        |
| 8                                                      | Vang        | 15 km Libre     | 14 mars 1992     | Elena Välbe             | Lioubov Iegorova      | Stefania Belmondo       |